# Jean-Pol Poncelet
jea-Pol Poncelet (Carlsbourg, 10 aprile 1950) è un politico belga, membro del Partito Sociale Cristiano, è stato Ministro federale della difesa dal 1995 al 1999, Vice Primo ministro dal 1998 al 1999 e Ministro federale dell'energia dal 1998 al 1999 nel governo Dehaene II.
Ingegnere civile di fisica nucleare si è laureato nel 1973 all'Université catholique de Louvain, è stato eletto deputato del distretto Neufchâteau-Virton nel 1991. È stato rieletto nel 1995 e nel 1999.
È stato nominato vice primo ministro e ministro della Difesa del PSC nel governo Dehaene II durante la ristrutturazione ministeriale del 3 settembre 1995. Fu inoltre ministro dell'energia dal 19 giugno 1998.
Il 16 agosto 2001 è stato nominato Direttore Strategia e Relazioni esterne presso l'Agenzia Spaziale Europea fino al 2005. Il 6 novembre 2006 è stato nominato Consigliere di Anne Lauvergeon, Presidente di Areva e Direttore addebitato alla politica energetica, all'interno della gestione e del marketing internazionale. Nel febbraio 2008 è stato nominato Direttore dello sviluppo sostenibile e di progresso continuo del gruppo Areva.